# 2C-G
2C-G – organiczny związek chemiczny, psychodeliczna substancja psychoaktywna z rodziny 2C. Po raz pierwszy została otrzymana przez Alexandra Shulgina. W swojej książce PIHKAL określił on dawkowanie jako 20–35 mg. Pod względem strukturalnym i farmakodynamicznym substancja ta jest podobna do 2C-D i Ganeshy. Działanie 2C-G jest wyjątkowo długie – trwa 18–30 godzin.

## Homologi
Shulgin zsyntetyzował też inne substancje podobne do 2C-G pod względem budowy chemicznej. Należą do nich 2C-G-3, 2C-G-5 i 2C-G-N.

Przeczytaj ostrzeżenie dotyczące informacji medycznych i pokrewnych zamieszczonych w Wikipedii.